# كريستوفر غونزاليز
كريستوفر غونزاليز (بالإسبانية: Christofer Gonzáles) هو لاعب كرة قدم بيروفي في مركز الوسط، ولد في 12 أكتوبر 1992 في ليما في بيرو. شارك مع منتخب بيرو لكرة القدم. أما مع النوادي، فقد لعب مع كولو-كولو ونادي برشلونة ونادي يونيفرسيتاريو و نادي العدالة السعودي.

## وصلات خارجية
- كريستوفر غونزاليز على موقع قاعدة بيانات كرة القدم.إي يو (الإنجليزية)
- كريستوفر غونزاليز على موقع ناشيونال فوتبول تيمز (الإنجليزية)
- كريستوفر غونزاليز على موقع Soccerway.com (الإنجليزية)
- كريستوفر غونزاليز على موقع عالم كرة القدم.نت (الإنجليزية)